# Мери Лонгуърт
Мери Лу Лонгуърт (на английски: Mary Lou Longwort) е канадска писателка, известна със своята серия романи за съдия-следователя Антоан Верлак, действието в които се развива в Прованс, предимно в Екс ан Прованс.

## Биография
Мери Лонгуърт е родена през 1963 г. в Торонто. През 1997 г. се премества в Екс ан Прованс. Освен криминални романи тя пише и статии за Прованс в Вашингтон Поуст, Таймс, Индипендънт и други издания. Преподава творческо писане в парижкия филиал на Нюйоркския университет.

## Романи
- Death at the Chateau Bremont, 2011
- Murder in the Rue Dumas, 2012
Убийство на улица „Дюма“, превод Росица Тодорова, издателство „Ера“, 2019
- Death in the Vines, 2013
Произшествие във винарната, превод Росица Тодорова, издателтво „Ера“, 2019
- Murder on the Île Sordou, 2014
- The mystery of the lost Cézanne, 2015
- The Curse of La Fontaine, 2017
- The Secrets of the Bastide Blanche, 2018
- A Noël Killing, 2019
- The Vanishing Museum on the Rue Mistral, 2021